# Олмстед (округ)
О́лмстед (англ. Olmsted County) — округ в штате Миннесота, США. Административный центр и крупнейший город — Рочестер. По оценочной переписи 2009 года в округе проживают 143 962 человека. Площадь — 1695 км², из которых 1691,1 км² — суша, а 3,9 км² — вода. Плотность населения составляет 73 чел./км².

## История
Округ был основан в 1855 году.